# Slanské Nové Mesto
Slanské Nové Mesto este o comună slovacă, aflată în districtul Košice-okolie din regiunea Košice. Localitatea se află la altitudinea de 221 m deasupra n.m., se întinde pe o suprafață de 30,25 km2 și în 2017 număra 477 de locuitori. Se învecinează cu comuna Zemplínska Teplica.

## Istoric
Localitatea Slanské Nové Mesto este atestată documentar din 1332.

## Demografie
| An:                | 1994 | 2004   | 2014   | 2024   |
| ------------------ | ---- | ------ | ------ | ------ |
| Număr de persoane: | 505  | 482    | 499    | 462    |
| Diferență:         |      | −4,55% | +3,52% | −7,41% |

| An:                | 2023 | 2024   |
| ------------------ | ---- | ------ |
| Număr de persoane: | 460  | 462    |
| Diferență:         |      | +0,43% |